# 2010-es DTM-szezon
A 2010-es Deutsche Tourenwagen Masters szezon volt a bajnokság tizenegyedik szezonja. Tizenegy versenyből állt, április 25-én a Hockenheimringen vette kezdetét, és Sanghajban ért véget november 28-án.

## Csapatok és versenyzők
| Konstruktőr   | Autó                       | Csapat             | Csapat elnevezése                        | #  | Versenyzők        | Forduló |
| ------------- | -------------------------- | ------------------ | ---------------------------------------- | -- | ----------------- | ------- |
| Audi          | Audi A4 DTM 2009           | Abt Sportsline     | Audi Sport Team Abt                      | 1  | Timo Scheider     | Összes  |
| Audi          | Audi A4 DTM 2009           | Abt Sportsline     | Audi Sport Team Abt                      | 2  | Oliver Jarvis     | Összes  |
| Audi          | Audi A4 DTM 2009           | Abt Sportsline     | Audi Sport Team Abt Sportsline           | 5  | Mattias Ekström   | Összes  |
| Audi          | Audi A4 DTM 2009           | Abt Sportsline     | Audi Sport Team Abt Sportsline           | 6  | Martin Tomczyk    | Összes  |
| Audi          | Audi A4 DTM 2008           | Abt Sportsline     | Audi Sport Rookie Team Abt               | 18 | Miguel Molina     | Összes  |
| Audi          | Audi A4 DTM 2008           | Team Phoenix       | Audi Sport Team Phoenix                  | 9  | Alexandre Prémat  | 1-10    |
| Audi          | Audi A4 DTM 2008           | Team Phoenix       | Audi Sport Team Phoenix                  | 9  | Darryl O'Young    | 11      |
| Audi          | Audi A4 DTM 2008           | Team Phoenix       | Audi Sport Team Phoenix                  | 10 | Mike Rockenfeller | Összes  |
| Audi          | Audi A4 DTM 2008           | Team Rosberg       | Audi Sport Team Rosberg                  | 14 | Markus Winkelhock | Összes  |
| Audi          | Audi A4 DTM 2008           | Team Rosberg       | Audi Sport Team Rosberg                  | 15 | Katherine Legge   | Összes  |
| Mercedes-Benz | AMG-Mercedes C-Klasse 2009 | HWA Team           | Salzgitter / Mercedes-Benz Bank AMG      | 3  | Gary Paffett      | Összes  |
| Mercedes-Benz | AMG-Mercedes C-Klasse 2009 | HWA Team           | Salzgitter / Mercedes-Benz Bank AMG      | 4  | Bruno Spengler    | Összes  |
| Mercedes-Benz | AMG-Mercedes C-Klasse 2009 | HWA Team           | Laureus AMG Mercedes                     | 7  | Paul di Resta     | Összes  |
| Mercedes-Benz | AMG-Mercedes C-Klasse 2009 | HWA Team           | Laureus AMG Mercedes                     | 8  | Ralf Schumacher   | Összes  |
| Mercedes-Benz | AMG-Mercedes C-Klasse 2008 | Persson Motorsport | TV Spielfilm / Junge Sterne AMG Mercedes | 11 | Jamie Green       | Összes  |
| Mercedes-Benz | AMG-Mercedes C-Klasse 2008 | Persson Motorsport | TV Spielfilm / Junge Sterne AMG Mercedes | 12 | Susie Stoddart    | Összes  |
| Mercedes-Benz | AMG-Mercedes C-Klasse 2008 | Persson Motorsport |                                          | 21 | Congfu Cheng      | Összes  |
| Mercedes-Benz | AMG-Mercedes C-Klasse 2008 | Mücke Motorsport   | Deutsche Post / GQ AMG Mercedes          | 16 | Maro Engel        | Összes  |
| Mercedes-Benz | AMG-Mercedes C-Klasse 2008 | Mücke Motorsport   | Deutsche Post / GQ AMG Mercedes          | 17 | David Coulthard   | Összes  |

## Összefoglaló
| Forduló | Versenypálya                  | Dátum          | Pole-pozíció    | Leggyorsabb kör   | Győztes         | Győztes            | Győztes       | Összefoglaló | Listavezető    | Előny |
| Forduló | Versenypálya                  | Dátum          | Pole-pozíció    | Leggyorsabb kör   | versenyző       | csapat             | konstruktőr   | Összefoglaló | Listavezető    | Előny |
| ------- | ----------------------------- | -------------- | --------------- | ----------------- | --------------- | ------------------ | ------------- | ------------ | -------------- | ----- |
| 1       | Hockenheimring                | Április 25.    | Gary Paffett    | Bruno Spengler    | Gary Paffett    | HWA Team           | Mercedes-Benz | Összefoglaló | Gary Paffett   | 2     |
| 2       | Circuit Ricardo Tormo         | Május 23.      | Mattias Ekström | Mattias Ekström   | Mattias Ekström | Abt Sportsline     | Audi          | Összefoglaló | Bruno Spengler | 3     |
| 3       | EuroSpeedway Lausitz          | Június 6.      | Paul di Resta   | Mike Rockenfeller | Bruno Spengler  | HWA Team           | Mercedes-Benz | Összefoglaló | Bruno Spengler | 9     |
| 4       | Norisring                     | Július 4.      | Ralf Schumacher | Ralf Schumacher   | Jamie Green     | Persson Motorsport | Mercedes-Benz | Összefoglaló | Bruno Spengler | 10    |
| 5       | Nürburgring                   | Augusztus 8.   | Mattias Ekström | Bruno Spengler    | Bruno Spengler  | HWA Team           | Mercedes-Benz | Összefoglaló | Bruno Spengler | 16    |
| 6       | Circuit Zandvoort             | Augusztus 22.  | Timo Scheider   | Timo Scheider     | Gary Paffett    | HWA Team           | Mercedes-Benz | Összefoglaló | Bruno Spengler | 9     |
| 7       | Brands Hatch                  | Szeptember 5.  | Paul di Resta   | Miguel Molina     | Paul di Resta   | HWA Team           | Mercedes-Benz | Összefoglaló | Bruno Spengler | 9     |
| 8       | Motorsport Arena Oschersleben | Szeptember 19. | Paul di Resta   | Timo Scheider     | Paul di Resta   | HWA Team           | Mercedes-Benz | Összefoglaló | Bruno Spengler | 7     |
| 9       | Hockenheimring                | Október 17.    | Timo Scheider   | Paul di Resta     | Paul di Resta   | HWA Team           | Mercedes-Benz | Összefoglaló | Paul di Resta  | 3     |
| 10      | Adria International Raceway   | Október 31.    | Gary Paffett    | Mattias Ekström   | Timo Scheider   | Abt Sportsline     | Audi          | Összefoglaló | Bruno Spengler | 3     |
| 11      | Shanghai Street Circuit       | November 28.   | Paul di Resta   | David Coulthard   | Gary Paffett    | HWA Team           | Mercedes-Benz | Összefoglaló | Paul di Resta  | 4     |

## Végeredmény

### Versenyzők
| Poz | Versenyző         | HOC | VAL | LAU | NOR | NÜR | ZAN | BRH | OSC | HOC | ADR | SHA | Pontok |
| --- | ----------------- | --- | --- | --- | --- | --- | --- | --- | --- | --- | --- | --- | ------ |
| 1   | Paul di Resta     | 4   | 5   | 2   | 10  | 2   | 2   | 1   | 1   | 1   | 9   | 2   | 71     |
| 2   | Gary Paffett      | 1   | 7   | 5   | 6   | 3   | 1   | 5   | 4   | 4   | 2   | 1   | 67     |
| 3   | Bruno Spengler    | 2   | 2   | 1   | 3   | 1   | 7   | 2   | 2   | Ki  | 3   | 13  | 66     |
| 4   | Timo Scheider     | 7   | 4   | 8   | 5   | 4   | 3   | 3   | 11  | 2   | 1   | 3   | 53     |
| 5   | Mattias Ekström   | 6   | 1   | Ki  | 2   | 7   | 4   | Ki  | 3   | Ki  | 8   | 9   | 35     |
| 6   | Jamie Green       | 3   | 9   | 3   | 1   | 5   | 10  | 10  | 7   | 8   | 12  | 6   | 32     |
| 7   | Mike Rockenfeller | 5   | 6   | 4   | 12  | 9   | 13  | 9   | 5   | 3   | 16  | 12  | 22     |
| 8   | Martin Tomczyk    | Ki  | Kiz | 6   | 8   | 13  | 8   | 7   | 8   | 5   | 6   | 4   | 20     |
| 9   | Oliver Jarvis     | Ki  | Ki  | 11  | 4   | 11  | 6   | 6   | 13  | 6   | 5   | 17  | 18     |
| 10  | Miguel Molina     | 8   | 8   | 13  | Ki  | 14  | 5   | 4   | Ki  | Ki  | 17  | 5   | 15     |
| 11  | Alexandre Prémat  | 10  | 3   | Ki  | 7   | Ki  | 11  | 8   | 6   | Ki  | Ki  |     | 12     |
| 12  | Markus Winkelhock | 15  | Ki  | 10  | Ki  | Ki  | Ni  | Ki  | Ki  | Ki  | 4   | 7   | 7      |
| 13  | Susie Stoddart    | 11  | 10  | 7   | 15  | Ki  | 15  | Ki  | 10  | 7   | 14  | 11  | 4      |
| 14  | Ralf Schumacher   | 9   | Ki  | 9   | 11  | 6   | 9   | Ki  | 9   | Ki  | 11  | 10  | 3      |
| 15  | Maro Engel        | 16  | 11  | 15  | 9   | 8   | Ki  | 11  | 12  | 9   | 7   | 16  | 3      |
| 16  | David Coulthard   | 12  | 13  | Ki  | 13  | 10  | 12  | 12  | 14  | Ki  | 10  | 8   | 1      |
| —   | Congfu Cheng      | 13  | 12  | 12  | 14  | 12  | 16  | 13  | Ki  | Ki  | 13  | 15  | 0      |
| —   | Katherine Legge   | 14  | Ni  | 14  | 16  | 15  | 14  | 14  | Ki  | Ki  | 15  | 14  | 0      |
| —   | Darryl O'Young    |     |     |     |     |     |     |     |     |     |     | Ni  | 0      |
| Poz | Versenyző         | HOC | VAL | LAU | NOR | NÜR | ZAN | BRH | OSC | HOC | ADR | SHA | Pontok |

Félkövér - Pole pozíció

Dölt - Leggyorsabb kör

### Csapatok
| Helyezés | Csapat                                   | #  | HOC | VAL | LAU | NOR | NÜR | ZAN | BRH | OSC | HOC | ADR | SHA | Pont |
| -------- | ---------------------------------------- | -- | --- | --- | --- | --- | --- | --- | --- | --- | --- | --- | --- | ---- |
| 1        | Salzgitter / Mercedes-Benz Bank AMG      | 3  | 1   | 7   | 5   | 6   | 3   | 1   | 5   | 4   | 4   | 2   | 1   | 133  |
| 1        | Salzgitter / Mercedes-Benz Bank AMG      | 4  | 2   | 2   | 1   | 3   | 1   | 7   | 2   | 2   | Ki  | 3   | 13  | 133  |
| 2        | Laureus AMG Mercedes                     | 7  | 4   | 5   | 2   | 10  | 2   | 2   | 1   | 1   | 1   | 9   | 2   | 74   |
| 2        | Laureus AMG Mercedes                     | 8  | 9   | Ki  | 9   | 11  | 6   | 9   | Ki  | 9   | Ki  | 11  | 10  | 74   |
| 3        | Audi Sport Team Abt                      | 1  | 7   | 4   | 8   | 5   | 4   | 3   | 3   | 11  | 2   | 1   | 3   | 71   |
| 3        | Audi Sport Team Abt                      | 2  | Ki  | 14† | 11  | 4   | 11  | 6   | 6   | 13  | 6   | 5   | 17  | 71   |
| 4        | Audi Sport Team Abt Sportsline           | 5  | 6   | 1   | Ki  | 2   | 7   | 4   | Ki  | 3   | Ki  | 8   | 9   | 55   |
| 4        | Audi Sport Team Abt Sportsline           | 6  | 17† | Kiz | 6   | 8   | 13  | 8   | 7   | 8   | 5   | 6   | 4   | 55   |
| 5        | TV Spielfilm / Junge Sterne AMG Mercedes | 11 | 3   | 9   | 3   | 1   | 5   | 10  | 10  | 7   | 8   | 12  | 6   | 36   |
| 5        | TV Spielfilm / Junge Sterne AMG Mercedes | 12 | 11  | 10  | 7   | 15  | Ki  | 15  | Ki  | 10  | 7   | 14  | 11  | 36   |
| 6        | Audi Sport Team Phoenix                  | 9  | 10  | 3   | Ki  | 7   | Ki  | 11  | 8   | 6   | Ki  | Ki  | Ni  | 34   |
| 6        | Audi Sport Team Phoenix                  | 10 | 5   | 6   | 4   | 12  | 9   | 13  | 9   | 5   | 3   | 16  | 12  | 34   |
| 7        | Audi Sport Rookie Team Abt               | 18 | 8   | 8   | 13  | Ki  | 14  | 5   | 4   | Ki  | Ki  | 17† | 5   | 15   |
| 8        | Audi Sport Team Rosberg                  | 14 | 15  | 15† | 10  | Ki  | Ki  | Ni  | 15† | Ki  | Ki  | 4   | 7   | 7    |
| 8        | Audi Sport Team Rosberg                  | 15 | 14  | Ni  | 14  | 16  | 15  | 14  | 14  | Ki  | Ki  | 15  | 14  | 7    |
| 8        | Deutsche Post / GQ AMG Mercedes          | 16 | 16  | 11  | 15  | 9   | 8   | Ki  | 11  | 12  | 9   | 7   | 16  | 4    |
| 8        | Deutsche Post / GQ AMG Mercedes          | 17 | 12  | 13† | Ki  | 13  | 10  | 12  | 12  | 14  | Ki  | 10  | 8   | 4    |
| Helyezés | Csapat                                   | #  | HOC | VAL | LAU | NOR | NÜR | ZAN | BRH | OSC | HOC | ADR | SHA | Pont |